# Venturia (micologia)
Venturia és un gènere de fongs ascomicots de la família Venturiaceae. Identificats per primer cop el 1882, les espècies del gènere són patògens vegetals. Venturia és molt estès i s'estima que conté unes 120 espècies. Els anamorfs estaven representats històricament en el gènere Fusicladium. La seqüència completa del genoma de Venturia effusa, la primera seqüència completa del genoma de qualsevol espècie del gènere, es va informar el 2019.

## Espècies
- V. acerina
- V. aceris
- V. adusta
- V. anemones
- V. asperata
- V. atriseda
- V. aucupariae
- V. carpophila
- V. centaureae
- V. cephalariae
- V. cerasi
- V. chamaemori
- V. chlorospora
- V. comari
- V. crataegi
- V. ditricha
- V. effusa
- V. epilobii
- V. eres
- V. fraxini
- V. geranii
- V. helvetica
- V. hystrioides
- V. inaequalis
- V. integra
- V. juncaginearum
- V. kunzei
- V. lonicerae
- V. macularis
- V. maculiformis
- V. mandshurica
- V. minuta
- V. nashicola
- V. nitida
- V. palustris
- V. polygoni-vivipari
- V. populina
- V. potentillae
- V. pyrina
- V. ribis
- V. rumicis
- V. saliciperda
- V. subcutanea
- V. thwaitesii
- V. viennotii